# Alzoniella fabrianensis
Alzoniella fabrianensis is een slakkensoort uit de familie van de Hydrobiidae. De wetenschappelijke naam van de soort is voor het eerst geldig gepubliceerd in 1969 door Pezzoli.